# 蒂博三世 (香槟)
蒂博三世（1179年5月13日—1201年5月24日），1197年至1201年为香槟伯爵，是亨利一世的次子，亨利二世的弟弟。两兄弟的母亲法兰西的玛丽是法兰西国王路易七世的女儿。

## 生平
蒂博三世在亨利二世前往圣地参加第三次十字军东征时被指定为继承者，并于兄长死于耶路撒冷后继承香槟伯爵。1199年，蒂博三世同纳瓦拉国王桑乔六世的女儿纳瓦拉的布兰卡结婚，这次婚姻使得他们的儿子得以继承纳瓦拉王位。
1198年9月，蒂博三世同舅舅法兰西国王腓力二世签订了特许状，腓力二世得以征用香槟伯国境内的犹太人，并向蒂博三世支付雇佣费。
1198年1月，教宗英诺森三世继位后号召进行第四次十字军东征。诸位贵族起初并无热情，但是在1198年11月28日贵族们在蒂博三世的宫廷里进行的一场骑士比武中，英诺森三世的使者讷伊的富尔克成功煽动大家加入十字军东征。之后贵族们选举蒂博三世作为领导人。但他在1201年突然去世，年仅22岁，十字军统帅被换成蒙费拉托侯爵博尼费斯。
在他死后6日，遗腹子蒂博四世出生并继承香槟伯爵。蒂博三世的妻子布兰卡担任摄政直到蒂博四世满21岁。